# Xyrias
Xyrias is een geslacht van straalvinnige vissen uit de familie van slangalen (Ophichthidae). Het geslacht is voor het eerst wetenschappelijk beschreven in 1901 door Jordan & Snyder.

## Soorten
- Xyrias chioui McCosker, Chen & Chen, 2009
- Xyrias guineensis Blache, 1975
- Xyrias multiserialis Norman, 1939
- Xyrias revulsus Jordan & Snyder, 1901